# Currículo

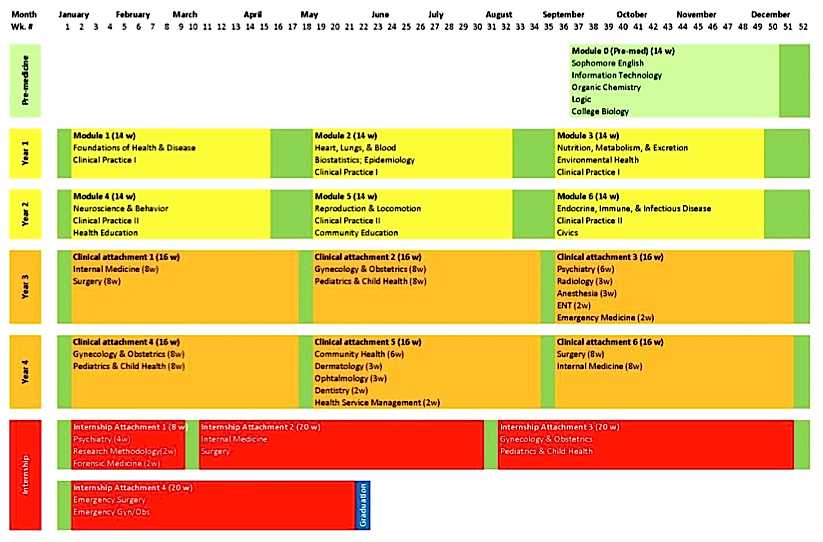
Um currículo de 52 semanas para uma faculdade de medicina, mostrando os cursos para os diferentes níveis

Na educação, um currículo é amplamente definido como a totalidade das experiências dos alunos que ocorrem no processo educacional. O termo geralmente se refere especificamente a uma sequência planejada de instrução ou a uma visão das experiências do aluno em termos dos objetivos instrucionais do educador ou da escola. Um currículo pode incorporar a interação planejada dos alunos com o conteúdo instrucional, materiais, recursos e processos para avaliar o alcance dos objetivos educacionais. Os currículos são divididos em várias categorias: os explícitos, os implícitos (incluindo os ocultos), os excluídos e os extracurriculares.
Os currículos podem ser rigidamente padronizados ou podem incluir um alto nível de autonomia do instrutor ou do aluno. Muitos países têm currículos nacionais no ensino primário e secundário, como o Currículo Nacional do Reino Unido.
O Bureau Internacional de Educação da UNESCO tem como missão principal estudar currículos e sua implementação em todo o mundo.

## Etimologia

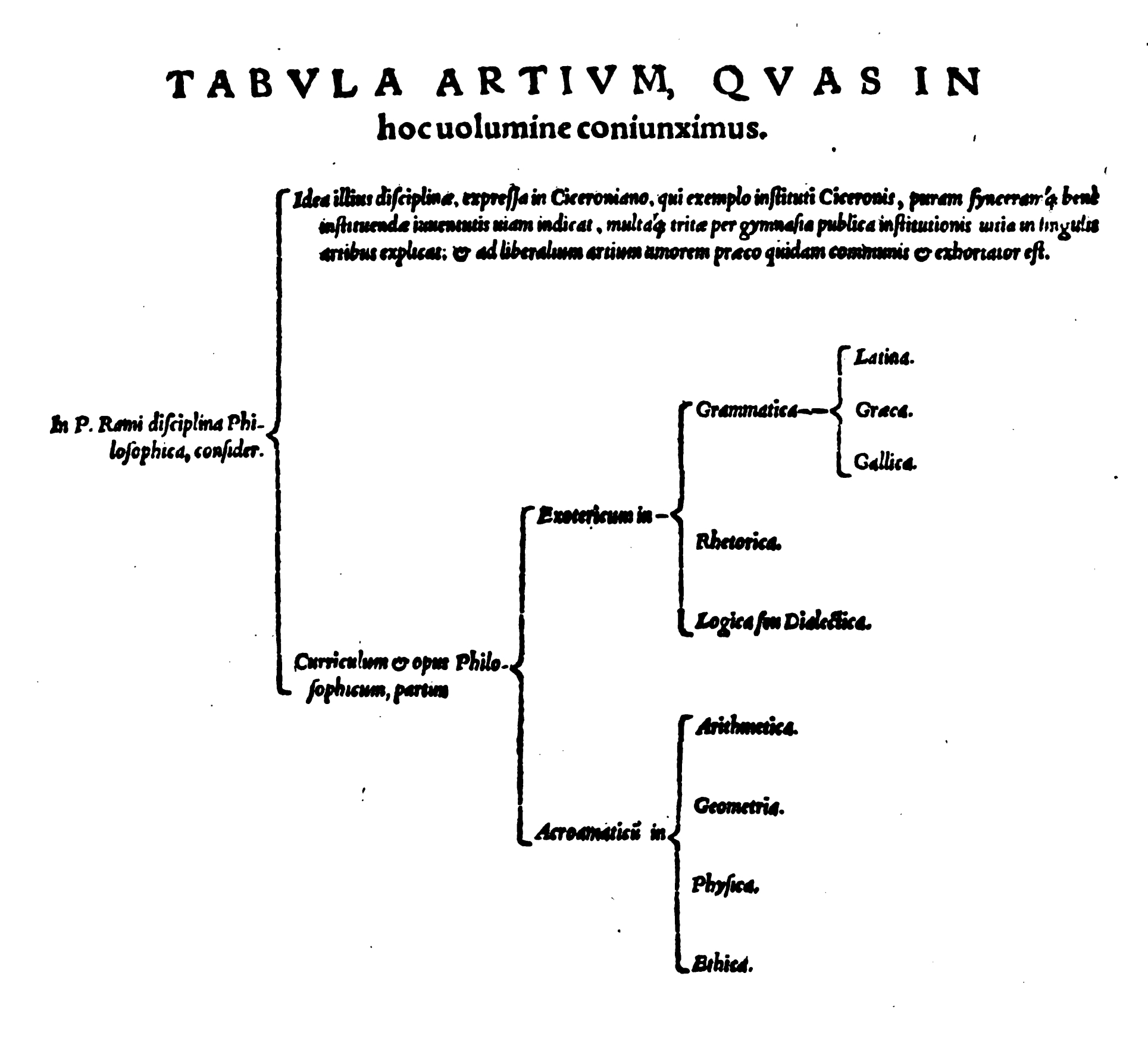
Uso publicado pela primeira vez de "currículo" em 1576

A palavra "currículo" vem do latim "curriculum", "uma corrida" ou "o curso de uma corrida" (que por sua vez deriva do verbo currere que significa "correr/prosseguir"). A palavra é "de um uso transferido do latim moderno do latim clássico curriculum, "uma corrida, curso, carreira" (também "uma carruagem rápida, carro de corrida"), de currere, "correr"." O primeiro uso conhecido em um contexto educacional está na Professio Regia, uma obra do professor da Universidade de Paris, Petrus Ramus, publicada postumamente em 1576. As origens da palavra parecem intimamente ligadas ao desejo calvinista de trazer maior ordem à educação. No século XVII, a Universidade de Glasgow também se referiu ao seu "curso" de estudo como um "curriculum", produzindo o primeiro uso conhecido do termo na literatura inglesa em 1633.
No século XIX, as universidades europeias rotineiramente se referiam a seu currículo para descrever tanto o curso completo de estudo (como para uma licenciatura em cirurgia) e cursos particulares e seu conteúdo. Em 1824, a palavra foi definida como "um curso, especialmente um curso fixo de estudo em uma faculdade, universidade ou escola."

## Desigualdade de gênero nos currículos
A desigualdade de gênero nos currículos expõe indícios de que os alunos do sexo feminino e masculino não são tratados igualmente em vários tipos de currículo, os quais estão divididos, principalmente, em dois: formal e informal. Os currículos formais são introduzidos por um governo ou uma instituição educacional. Além disso, são definidos como conjuntos de objetivos, conteúdos, recursos e avaliação. Os currículos informais, também definidos como ocultos ou não oficiais, referem-se a atitudes, valores, crenças, pressupostos, comportamentos e agendas não declaradas subjacentes ao processo de aprendizagem. Estes são formulados por indivíduos, famílias, sociedades, religiões, culturas e tradições.